# Oxyopes scalaris
Oxyopes scalaris là một loài nhện trong họ Oxyopidae.
Loài này thuộc chi Oxyopes. Oxyopes scalaris được Nicholas Marcellus Hentz miêu tả năm 1845.